# درة بير (كوشك)
درة بير (بالفارسية: دره‌پیر) هي منطقة سكنية تقع في إيران في قسم كوشك الريفي. يقدر عدد سكانها بـ 18 نسمة .